# Svjetski kup u hokeju na travi za žene 2006., sastavi djevojčadi
Svjetski kup u hokeju na travi za žene 2006., sastavi djevojčadi.
Članak sadrži potvrđene sastave djevojčadi koje su sudjelovale na svjetskom kupu u hokeju na travi 2006. godine. održanom od 27. rujna do 8. listopada 2006. u Madridu, u Španjolskoj.

## Skupina "A"

### Kina
Glavni trener: Kim Chang-back
| Br. | Ime i prezime | Pol.     | Dob |
| --- | ------------- | -------- | --- |
| 1   | Nie Yali      | vratarka | 33  |
| 3   | Chen Zhaoxia  |          | 31  |
| 4   | Ma Yibo       |          | 26  |
| 6   | Mai Shaoyang  |          | 27  |
| 8   | Fu Baorong    |          | 28  |
| 9   | Li Shuang     |          | 28  |
| 10  | Gao Lihua     |          | 26  |
| 11  | Tang Chunling |          | 30  |
| 12  | Zhou Wanfeng  |          | 26  |

| Br. | Ime i prezime | Pol.     | Dob |
| --- | ------------- | -------- | --- |
| 13  | Sun Zhen      |          | 20  |
| 15  | Sun Sinan     |          | 18  |
| 16  | Zhang Yimeng  | vratarka | 22  |
| 17  | Li Hongxia    |          | 20  |
| 18  | Ren Ye        |          | 20  |
| 19  | Chen Qiuqi    |          | 26  |
| 20  | Cheng Jiayan  |          | 23  |
| 26  | Xin Qian      |          | 20  |
| 28  | Wang Yanhui   |          | 25  |

### Engleska
Glavni trener: Danny Kerry
| Br. | Ime i prezime    | Pol.      | Dob |
| --- | ---------------- | --------- | --- |
| 1   | Katy Roberts     | vratarka  | 29  |
| 2   | Beth Storry      | vratarka  | 28  |
| 3   | Lisa Wooding     | obrambena | 26  |
| 5   | Crista Cullen    | obrambena | 21  |
| 6   | Mel Clewlow      | obrambena | 30  |
| 7   | Helen Grant      | navala    | 27  |
| 8   | Helen Richardson | obrambena | 25  |
| 9   | Jo Ellis         | navala    | 25  |
| 10  | Lucilla Wright   | vezna     | 26  |

| Br. | Ime i prezime   | Pol.      | Dob |
| --- | --------------- | --------- | --- |
| 11  | Kate Walsh      | obrambena | 26  |
| 12  | Chloe George    |           | 21  |
| 13  | Jennie Bimson   | vezna     | 29  |
| 14  | Rachel Walker   | vezna     | 27  |
| 15  | Alex Danson     | navala    | 21  |
| 17  | Rebecca Herbert | vezna     | 20  |
| 18  | Sally Walton    | navala    | 22  |
| 21  | Joanne Ellis    | navala    | 22  |
| 23  | Kerry Williams  | navala    | 20  |

### Njemačka
Glavni trener: Markus Weise
| Br. | Ime i prezime           | Pol.     | Dob |
| --- | ----------------------- | -------- | --- |
| 1   | Yvonne Frank            | vratarka | 26  |
| 2   | Tina Bachmann           |          | 24  |
| 4   | Mandy Haase             |          | 24  |
| 5   | Nadine Ernsting-Krienke |          | 32  |
| 6   | Svenja Schürmann        |          | 23  |
| 7   | Natascha Keller         |          | 29  |
| 8   | Kerstin Hoyer           |          | 25  |
| 9   | Martina Heilein         |          | 25  |
| 10  | Silke Müller            |          | 27  |

| Br. | Ime i prezime       | Pol.     | Dob |
| --- | ------------------- | -------- | --- |
| 13  | Marion Rodewald     |          | 29  |
| 14  | Katharina Scholz    |          | 23  |
| 16  | Fanny Rinne         |          | 26  |
| 18  | Anke Kühn           |          | 25  |
| 19  | Britta von Livonius |          | 30  |
| 21  | Badri Latif         |          | 29  |
| 22  | Janine Beerman      |          | 22  |
| 24  | Maike Stöckel       |          | 22  |
| 32  | Kristina Reynolds   | vratarka | 22  |

### Indija
Glavni trener: Maharaj Krishan Kaushik
| Br. | Ime i prezime  | Pol.     | Dob |
| --- | -------------- | -------- | --- |
| 1   | Helen Mary     | vratarka | 29  |
| 2   | Dipika Murty   | vratarka | 26  |
| 4   | Rajwinder Kaur |          | 22  |
| 5   | Asunta Lakra   |          | 20  |
| 9   | Surinder Kaur  |          | 24  |
| 10  | Mamta Kharb    |          | 24  |
| 11  | Murthy Deepika |          | 19  |
| 14  | Ritu Rani      |          | 14  |
| 15  | Joydeeo Kaur   |          | 17  |

| Br. | Ime i prezime      | Pol. | Dob |
| --- | ------------------ | ---- | --- |
| 18  | Jasjeet Kaur Handa |      | 18  |
| 19  | Sanggai Chanu      |      | 25  |
| 20  | Jyoti Sunita Kullu |      | 27  |
| 21  | Gagandeep Kaur     |      | 20  |
| 23  | Pushpa Pradhan     |      | 24  |
| 24  | Saba Anjum         |      | 21  |
| 25  | Binita Toppo       |      | 26  |
| 30  | Subhadra Pradhan   |      | 21  |
| 32  | Suman Bala         |      | 24  |

### Nizozemska
Glavni trener: Marc Lammers
| Br. | Ime i prezime          | Pol.      | Dob |
| --- | ---------------------- | --------- | --- |
| 1   | Lisanne de Roever      | vratarka  | 27  |
| 3   | Eefke Mulder           | navala    | 28  |
| 4   | Fatima Moreira de Melo | vezna     | 28  |
| 5   | Jiske Snoeks           | vezna     | 28  |
| 7   | Miek van Geenhuizen    | vezna     | 24  |
| 9   | Wieke Dijkstra         | obrambena | 22  |
| 10  | Sylvia Karres          | navala    | 29  |
| 11  | Maartje Goderie        | vezna     | 22  |
| 13  | Minke Smabers          | vezna     | 29  |

| Br. | Ime i prezime     | Pol.      | Dob |
| --- | ----------------- | --------- | --- |
| 14  | Minke Booij       | obrambena | 29  |
| 15  | Janneke Schopman  | obrambena | 29  |
| 16  | Chantal de Bruijn | obrambena | 30  |
| 17  | Maartje Paumen    | obrambena | 21  |
| 18  | Naomi van As      | navala    | 23  |
| 19  | Ellen Hoog        | navala    | 20  |
| 20  | Eveline de Haan   | vratarka  | 30  |
| 21  | Sophie Polkamp    | obrambena | 22  |
| 23  | Kim Lammers       | navala    | 25  |

### Španjolska
Glavni trener: Pablo Usoz
| Br. | Ime i prezime    | Pol.      | Dob |
| --- | ---------------- | --------- | --- |
| 1   | María Jesús Rosa | vratarka  | 26  |
| 2   | Julia Menéndez   |           | 21  |
| 3   | Rocío Ybarra     | obrambena | 21  |
| 4   | Gemma Bernad     |           | 20  |
| 7   | Bárbara Malda    |           | 22  |
| 8   | Marta Prat       |           | 25  |
| 9   | Silvia Munoz     | navala    | 27  |
| 10  | Silvia Bonastre  | vezna     | 24  |
| 11  | María Romagosa   |           | 21  |

| Br. | Ime i prezime          | Pol.     | Dob |
| --- | ---------------------- | -------- | --- |
| 12  | Marta Ejarque          |          | 20  |
| 13  | Raquel Huertas         |          | 24  |
| 14  | Pilar Sánchez          |          | 24  |
| 17  | Núria Camón            | vezna    | 28  |
| 19  | María López de Eguilaz | vratarka | 22  |
| 20  | Montserrat Cruz        |          | 26  |
| 21  | Esther Termens         | vezna    | 21  |
| 22  | Gloria Comerma         |          | 19  |
| 23  | Georgina Oliva         |          | 16  |

## Skupina "B"

### Argentina
Glavni trener: Gabriel Minadeo
| Br. | Ime i prezime     | Pol.      | Dob |
| --- | ----------------- | --------- | --- |
| 1   | Mariela Antoniska | vratarka  | 31  |
| 3   | Magdalena Aicega  | obrambena | 32  |
| 4   | Rosario Luchetti  | vezna     | 22  |
| 6   | Ayelén Stepnik    | vezna     | 30  |
| 7   | Alejandra Gulla   | navala    | 29  |
| 8   | Luciana Aymar     | vezna     | 29  |
| 9   | Agustina Bouza    | navala    | 22  |
| 10  | Agustina García   | navala    | 25  |
| 11  | Carla Rebecchi    | navala    | 22  |

| Br. | Ime i prezime             | Pol.      | Dob |
| --- | ------------------------- | --------- | --- |
| 12  | Mariana González Oliva    | vezna     | 30  |
| 14  | Mercedes Margalot         | obrambena | 31  |
| 15  | María De La Paz Hernández | navala    | 29  |
| 17  | María Florencia D'Elia    | vezna     | 24  |
| 18  | Paola Vukojicic           | vratarka  | 32  |
| 19  | Marine Russo              | vezna     | 26  |
| 22  | Gabriela Aguirre          | navala    | 20  |
| 24  | Claudia Burkart           | obrambena | 26  |
| 26  | Giselle Kanevsky          | vezna     | 21  |

### Australija
Glavni trener: Frank Murray
| Br. | Ime i prezime   | Pol.      | Dob |
| --- | --------------- | --------- | --- |
| 2   | Suzie Faulkner  | navala    | 27  |
| 3   | Karen Smith     | vezna     | 27  |
| 7   | Kim Walker      | vezna     | 30  |
| 9   | Rebecca Sanders | obrambena | 24  |
| 11  | Emily Halliday  | obrambena | 27  |
| 12  | Madonna Blyth   | vezna     | 20  |
| 13  | Wendy Beattie   | vezna     | 26  |
| 14  | Nicole Arrold   | obrambena | 24  |
| 15  | Kobie McGurk    | obrambena | 21  |

| Br. | Ime i prezime     | Pol.      | Dob |
| --- | ----------------- | --------- | --- |
| 17  | Rachel Imison     | vratarka  | 27  |
| 19  | Donna-Lee Patrick | navala    | 24  |
| 21  | Deanne Gilbert    | vratarka  | 24  |
| 24  | Angie Skirving    | obrambena | 25  |
| 25  | Melanie Twitt     | vezna     | 28  |
| 28  | Hope Munro        |           | 25  |
| 29  | Teneal Attard     | obrambena | 21  |
| 30  | Sarah Taylor      | vezna     | 24  |
| 32  | Nikki Hudson      | navala    | 30  |

### Japan
Glavni trener: Yoo Seung-Jin
| Br. | Ime i prezime  | Pol.     | Dob |
| --- | -------------- | -------- | --- |
| 1   | Rie Terazono   | vratarka | 25  |
| 2   | Keiko Miura    |          | 31  |
| 3   | Mayumi Ono     |          | 22  |
| 5   | Chie Kimura    |          | 26  |
| 7   | Rika Komozawa  |          | 24  |
| 8   | Sakae Morimoto |          | 29  |
| 9   | Kaori Chiba    |          | 25  |
| 10  | Tomomi Komori  |          | 23  |
| 11  | Toshie Tsukui  |          | 31  |

| Br. | Ime i prezime    | Pol.     | Dob |
| --- | ---------------- | -------- | --- |
| 12  | Chie Akutsu      |          | 22  |
| 13  | Sachimi Iwao     |          | 30  |
| 14  | Akemi Kato       |          | 35  |
| 15  | Miyuki Nakagawa  |          | 19  |
| 16  | Misaki Ozawa     |          | 21  |
| 17  | Chinami Kozakura |          | 18  |
| 18  | Mika Iimura      |          | 20  |
| 19  | Ikuko Okamura    | vratarka | 30  |
| 20  | Yuko Kitano      |          | 24  |

### Južna Koreja
Glavni trener: Huh Sang-youn
| Br. | Ime i prezime   | Pol.     | Dob |
| --- | --------------- | -------- | --- |
| 1   | Lim Ju-yong     | vratarka | 26  |
| 2   | Lim Seon-mee    |          | 19  |
| 3   | Lee Jin-hee     |          | 26  |
| 4   | Park Young-soon |          | 21  |
| 5   | Choi Eun-young  |          | 20  |
| 6   | Park Seon-mi    |          | 24  |
| 7   | Oh Ko-woon      |          | 25  |
| 8   | Kim Jung-hee    |          | 23  |
| 9   | Park Mi-hyun    |          | 20  |

| Br. | Ime i prezime   | Pol.     | Dob |
| --- | --------------- | -------- | --- |
| 10  | Kim Jin-kyoung  |          | 25  |
| 11  | Lee Young-sil   |          | 19  |
| 12  | Kim Jong-eun    |          | 20  |
| 13  | Han Hye-lyoung  |          | 20  |
| 14  | Han Tae-jeong   |          | 19  |
| 15  | Kim Bo-mi       |          | 20  |
| 16  | Jang Soo-ji     | vratarka | 18  |
| 17  | Park Na-hyun    |          | 24  |
| 18  | Park Jeong-sook |          | 25  |

### JAR
Glavni trener: Jenny King
| Br. | Ime i prezime      | Pol.     | Dob |
| --- | ------------------ | -------- | --- |
| 1   | Caroline Jack      | vratarka | 28  |
| 2   | Mariette Rix       | vratarka | 25  |
| 3   | Kate Hector        |          | 24  |
| 5   | Taryn Hosking      |          | 25  |
| 7   | Cindy Brown        |          | 21  |
| 8   | Marsha Marescia    |          | 23  |
| 10  | Shelley Russell    |          | 19  |
| 12  | Dirkie Chamberlain |          | 19  |
| 16  | Jen Wilson         |          | 27  |

| Br. | Ime i prezime     | Pol. | Dob |
| --- | ----------------- | ---- | --- |
| 17  | Leslie-Ann George |      | 20  |
| 20  | Henna Du Buisson  |      | 24  |
| 21  | Lenise Marais     |      | 21  |
| 22  | Kathleen Taylor   |      | 21  |
| 24  | Fiona Butler      |      | 28  |
| 26  | Kim Hubach        |      | 22  |
| 28  | Tsoanelo Pholo    |      | 23  |
| 29  | Tarryn Bright     |      | 23  |
| 30  | Sharne Wehmeyer   |      | 26  |

### SAD
Glavni trener: Lee Bodimeade
| Br. | Ime i prezime    | Pol.      | Dob |
| --- | ---------------- | --------- | --- |
| 1   | Kayla Bashore    | obrambena | 23  |
| 2   | Melissa Leonetti | obrambena | 24  |
| 3   | Angie Loy        | navala    | 24  |
| 4   | Kelly Doton      | navala    | 24  |
| 6   | Kristi Gannon    | obrambena | 24  |
| 8   | Rachel Dawson    | vezna     | 21  |
| 9   | Sarah Dawson     | navala    | 23  |
| 10  | Tiffany Snow     | navala    | 24  |
| 11  | Sara Silvetti    | obrambena | 24  |

| Br. | Ime i prezime     | Pol.     | Dob |
| --- | ----------------- | -------- | --- |
| 12  | April Fronzoni    | navala   | 24  |
| 13  | Keli Smith        | navala   | 27  |
| 14  | Katelyn Falgowski | navala   | 17  |
| 16  | Barbara Weinberg  | vratarka | 24  |
| 17  | Carrie Lingo      | vezna    | 27  |
| 22  | Kate Barber       | navala   | 29  |
| 24  | Dina Rizzo        | navala   | 26  |
| 25  | Amy Tran          | vratarka | 25  |
| 28  | Lauren Powley     | vezna    | 22  |

## Vanjske poveznice
- Službeni sastavi na SP 2006  Arhivirana inačica izvorne stranice od 5. studenoga 2006. (Wayback Machine).